# START I

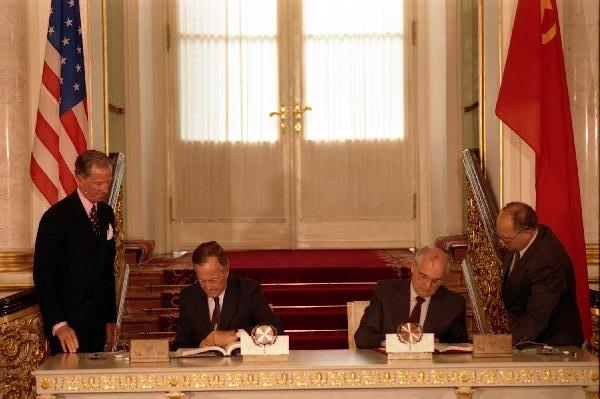
Presidentes George H. W. Bush e Mikhail Gorbachev assinam o START I, em 31 de Julho de 1991.

START I (Strategic Arms Reduction Treaty I), ou Tratado de Redução de Armas Estratégicas, foi um tratado bilateral entre os Estados Unidos e a União Soviética sobre a redução e a limitação de armas estratégicas ofensivas. O tratado foi assinado em 31 de julho de 1991 e entrou em vigor em 5 de dezembro de 1994. O tratado proibia seus signatários de implantar mais de 6 000 ogivas nucleares e um total de 1 600 mísseis balísticos intercontinentais (ICBMs) e bombardeiros.
O START negociou o maior e mais complexo tratado de controle de armas da história, e sua implementação final no final de 2001 resultou na remoção de cerca de 80% de todas as armas nucleares estratégicas então existentes. Proposto pelo presidente dos Estados Unidos Ronald Reagan, foi renomeado como START I após o início das negociações sobre o START II.
O tratado expirou em 5 de dezembro de 2009.
Em 8 de abril de 2010, o novo Tratado START substituto foi assinado em Praga pelo presidente dos EUA, Barack Obama, e pelo presidente russo, Dmitry Medvedev. Após a sua ratificação pelo Senado dos Estados Unidos e pela Assembleia Federal da Rússia, o tratado entrou em vigor em 26 de janeiro de 2011, o primeiro a reduzir as armas nucleares estratégicas americanas e soviéticas ou russas.

## Assinatura
As negociações que levaram à assinatura do tratado começaram em maio de 1982. Em novembro de 1983, a União Soviética "interrompeu" a comunicação com os Estados Unidos, que haviam implantado mísseis de alcance intermediário na Europa. Em janeiro de 1985, o Secretário de Estado dos Estados Unidos George Shultz e o Ministro das Relações Exteriores soviético Andrey Gromyko negociaram um plano de três partes, incluindo armas estratégicas, mísseis intermediários e defesa antimísseis. Recebeu muita atenção na Cúpula de Reykjavik entre Ronald Reagan e Mikhail Gorbachev e, por fim, levou à assinatura do Tratado de Forças Nucleares de Alcance Intermediário em dezembro de 1987. As conversas sobre uma redução abrangente de armas estratégicas continuaram e o Tratado START foi oficialmente assinado pelo presidente dos Estados Unidos George H. W. Bush e pelo secretário-geral soviético Gorbachev em 31 de julho de 1991.

## Eficácia
Bielo-Rússia, Cazaquistão e Ucrânia eliminaram todas as suas armas nucleares ou as transferiram para a Rússia. Os EUA e a Rússia reduziram a capacidade dos veículos de entrega para 1 600 cada, com não mais do que 6 000 ogivas.
Um relatório do Departamento de Estado dos EUA, "Aderência e Conformidade com o Controle de Armas, Acordos e Compromissos de Não Proliferação e Desarmamento", foi divulgado em 28 de julho de 2010 e afirmou que a Rússia não estava em total conformidade com o tratado quando expirou em 5 de dezembro de 2009 O relatório não identificou especificamente os problemas de conformidade da Rússia.
Um incidente que ocorreu em relação à violação do Tratado START I pela Rússia ocorreu em 1994. Foi anunciado pelo Diretor da Agência de Controle de Armas e Desarmamento, John Holum, em um depoimento no Congresso, que a Rússia havia convertido seu SS-19 ICBM em um veículo de lançamento espacial sem notificar as partes apropriadas. Rússia justificou o incidente alegando que não tinha que seguir todas as políticas de relatório do START em relação aos mísseis que foram recriados em veículos de lançamento espacial. Além do SS-19, a Rússia também estava usando o SS-25 mísseis para montar veículos de lançamento espacial. O problema que os EUA tinham era que não tinham números e localizações precisos de ICBMs russos com essas violações. A disputa foi resolvida em 1995.

## Novo Tratado START
O novo tratado START (assinado em 8 de abril de 2010 em Praga) impôs ainda mais limitações aos Estados Unidos e à Rússia, reduzindo-os a armas estratégicas significativamente menos no prazo de sete anos após sua entrada em vigor. Organizado em três níveis, o novo tratado concentra-se no próprio tratado, um protocolo que contém direitos e obrigações adicionais em relação às disposições do tratado e anexos técnicos ao protocolo.

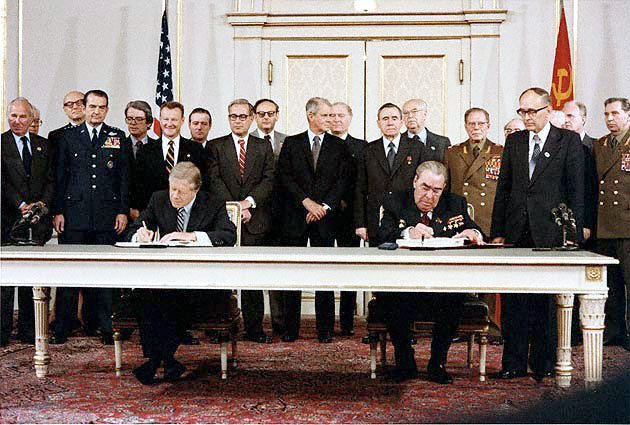
Jimmy Carter e Leonid Brezhnev assinam o tratado SALT II, 18 de junho de 1979, em Viena

Os limites foram baseados em análises rigorosas conduzidas pelos planejadores do Departamento de Defesa em apoio à Revisão da Postura Nuclear de 2010. Esses limites agregados consistem em 1 550 ogivas nucleares que incluem ogivas em mísseis balísticos intercontinentais (ICBM), ogivas em mísseis balísticos lançados por submarino (SLBM) e até mesmo qualquer bombardeiro pesado equipado para armamentos nucleares. Isso é 74% menos do que o limite estabelecido no Tratado de 1991 e 30% menos do que o limite do Tratado de Moscou de 2002. Ambas as partes também estarão limitadas a um total combinado de 800 lançadores ICBM desdobrados e não desdobrados, lançadores SLBM e bombardeiros pesados equipados para armamentos nucleares. Há também um limite separado de 700 ICBMs desdobrados, SLBMs desdobrados e bombardeiros pesados desdobrados equipados para armamentos nucleares, que é menos da metade do limite de veículos de entrega nuclear estratégico correspondente imposto no tratado anterior. Embora as novas restrições tenham sido definidas, o novo tratado não contém nenhuma limitação quanto ao teste, desenvolvimento ou implantação de programas de defesa antimísseis dos Estados Unidos atuais ou planejados e capacidades de ataque convencional de baixo alcance.
A duração do novo tratado é de dez anos e pode ser prorrogado por um período não superior a cinco anos de cada vez. Inclui uma cláusula de retirada padrão como a maioria dos outros acordos de controle de armas. O tratado foi substituído por tratados subsequentes.
Em fevereiro de 2023, o Tratado teve sua vigência suspensa unilateralmente pela Rússia, devido aos conflitos na Ucrânia iniciados em 2022.

## Dados do Memorando de Entendimento
| Data                         | ICBMs implantados e seus lançadores associados, SLBMs implantados e seus lançadores associados e bombardeiros pesados implantados | Ogivas atribuídas a ICBMs implantados, SLBMs implantados e bombardeiros pesados implantados | Ogivas atribuídas a ICBMs implantados e SLBMs implantados | Peso de lançamento de ICBMs implantados e SLBMs implantados (Mt) |
| ---------------------------- | --- | ------------------------------------------------------------------------------------------- | --------------------------------------------------------- | ---------------------------------------------------------------- |
| 1º de julho de 2009          | 809 | 3 897                                                                                       | 3 289                                                     | 2 297,0                                                          |
| 1º de janeiro de 2009        | 814 | 3 909                                                                                       | 3 239                                                     | 2 301,8                                                          |
| 1º de janeiro de 2008        | 952 | 4 147                                                                                       | 3 515                                                     | 2 373,5                                                          |
| 1 de setembro de 1990 (URSS) | 2 500 | 10 271                                                                                      | 9 416                                                     | 6 626,3                                                          |

| Data                   | ICBMs implantados e seus lançadores associados, SLBMs implantados e seus lançadores associados e bombardeiros pesados implantados | Ogivas atribuídas a ICBMs implantados, SLBMs implantados e bombardeiros pesados implantados | Ogivas atribuídas a ICBMs implantados e SLBMs implantados | Peso de lançamento de ICBMs implantados e SLBMs implantados (Mt) |
| ---------------------- | --- | ------------------------------------------------------------------------------------------- | --------------------------------------------------------- | ---------------------------------------------------------------- |
| 1º de julho de 2009    | 1 188 | 4 268                                                                                       | 3 451                                                     | 1 857,3                                                          |
| 1º de janeiro de 2009  | 1 198 | 3 989                                                                                       | 3 272                                                     | 1 717,3                                                          |
| 1º de janeiro de 2008  | 1 225 | 4 468                                                                                       | 3 628                                                     | 1 826,1                                                          |
| 1º de setembro de 1990 | 2 246 | 10 563                                                                                      | 8 200                                                     | 2 361,3                                                          |